# Chelidonium pedestre
Chelidonium pedestre är en skalbaggsart som först beskrevs av Francis Polkinghorne Pascoe 1869.  Chelidonium pedestre ingår i släktet Chelidonium och familjen långhorningar. Inga underarter finns listade i Catalogue of Life.